# El Hornillo
El Hornillo är en ort i Spanien.   Den ligger i provinsen Provincia de Ávila och regionen Kastilien och Leon, i den centrala delen av landet, 120 km väster om huvudstaden Madrid. El Hornillo ligger 750 meter över havet och antalet invånare är 392.
Terrängen runt El Hornillo är kuperad söderut, men norrut är den bergig. Runt El Hornillo är det ganska glesbefolkat, med 28 invånare per kvadratkilometer. Närmaste större samhälle är Arenas de San Pedro, 4,6 km söder om El Hornillo. 